# 志度中継局
志度中継局（しどちゅうけいきょく）は香川県さぬき市の大谷山に置かれていたアナログテレビジョン放送の中継局である。

## 放送区域
この中継局の電波法に基づく放送区域（3mV/m）は香川県さぬき市の一部である。具体的には鴨部川のうち河口から造田乙井、そこへ合流する地蔵川の市立天王中学校裏山にかけての南北に細長い一帯と、津田湾の湾岸一帯にあたる。
この中継局の名称は志度中継局となっているが、ここから旧志度町の中心部は地形の影響から全くカバーしておらず（中心部は志度西中継局のエリア）、逆に旧津田町のほぼ全域をカバーしているほか、旧寒川町や旧長尾町の各一部も放送区域のエリア内となっている。

## 歴史
- 1971年（昭和46年） - NHK高松放送局総合テレビジョン志度中継局および教育テレビジョン志度中継局開局。
- 1992年（平成4年）3月26日 - RNC西日本放送志度中継局開局。
  - 同時期にRSK山陽放送、OHK岡山放送、KSB瀬戸内海放送、TSCテレビせとうちも開局している。
- 2006年（平成18年）7月1日 - アナアナ変換対策開始に伴い新アナログチャンネル放送開始。
- 2006年（平成18年）8月9日 - アナアナ変換に関わる旧アナログチャンネル停波。
- 2012年（平成24年）7月24日 - アナログ放送停波を以って廃局。

### アナアナ変換
この中継局もデジタル放送開始にあわせて全国的に行われた現行アナログチャンネルの移行、いわゆる「アナアナ変換」の対象となった。2006年7月1日より対策を開始、翌8月9日に旧チャンネル停波し新チャンネルに移行した。対象となったアナログチャンネルはNHK教育（45ch→56ch）の1波。対策世帯はさぬき市の一部、約630世帯である。
停波された旧アナログチャンネル45chは金甲山送信所でNHK岡山教育テレビのデジタルチャンネルとして使用されている。
また、これに先立って周辺中継局で行われたアナアナ変換に伴う受信対策も2度にわたって行われている。1度目は讃岐白鳥局のアナアナ変換によって2003年6月25日 - 7月30日に行われた受信局変更及び共同受信施設接続等で、対策世帯はさぬき市の一部、約169世帯である。2度目は鬼無局のアナアナ変換によって2004年3月5日 - 4月8日に行われた受信局変更で、対策世帯はさぬき市の一部、約50世帯である。

### 地上デジタル放送移行後

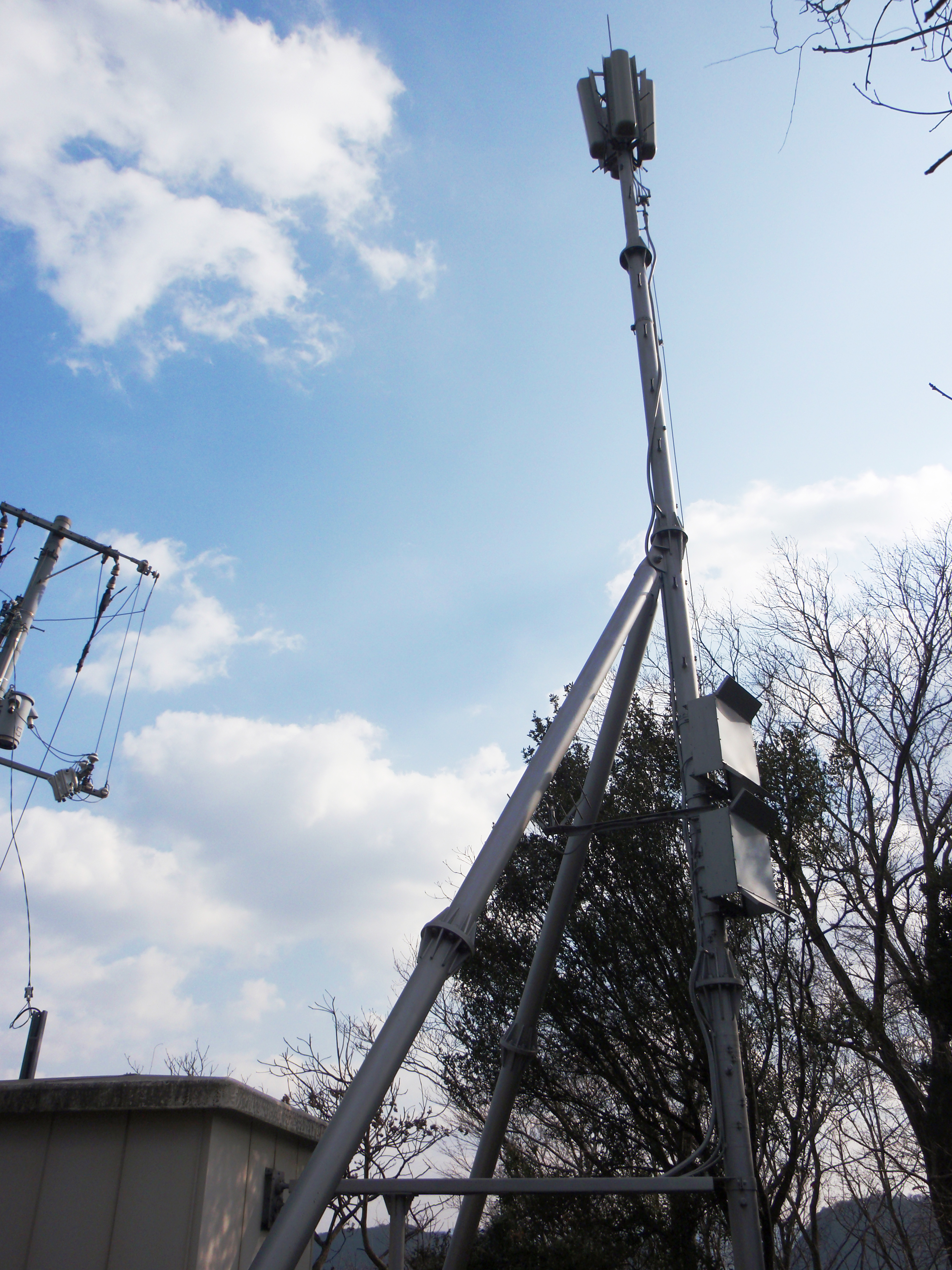
NHKの送信施設

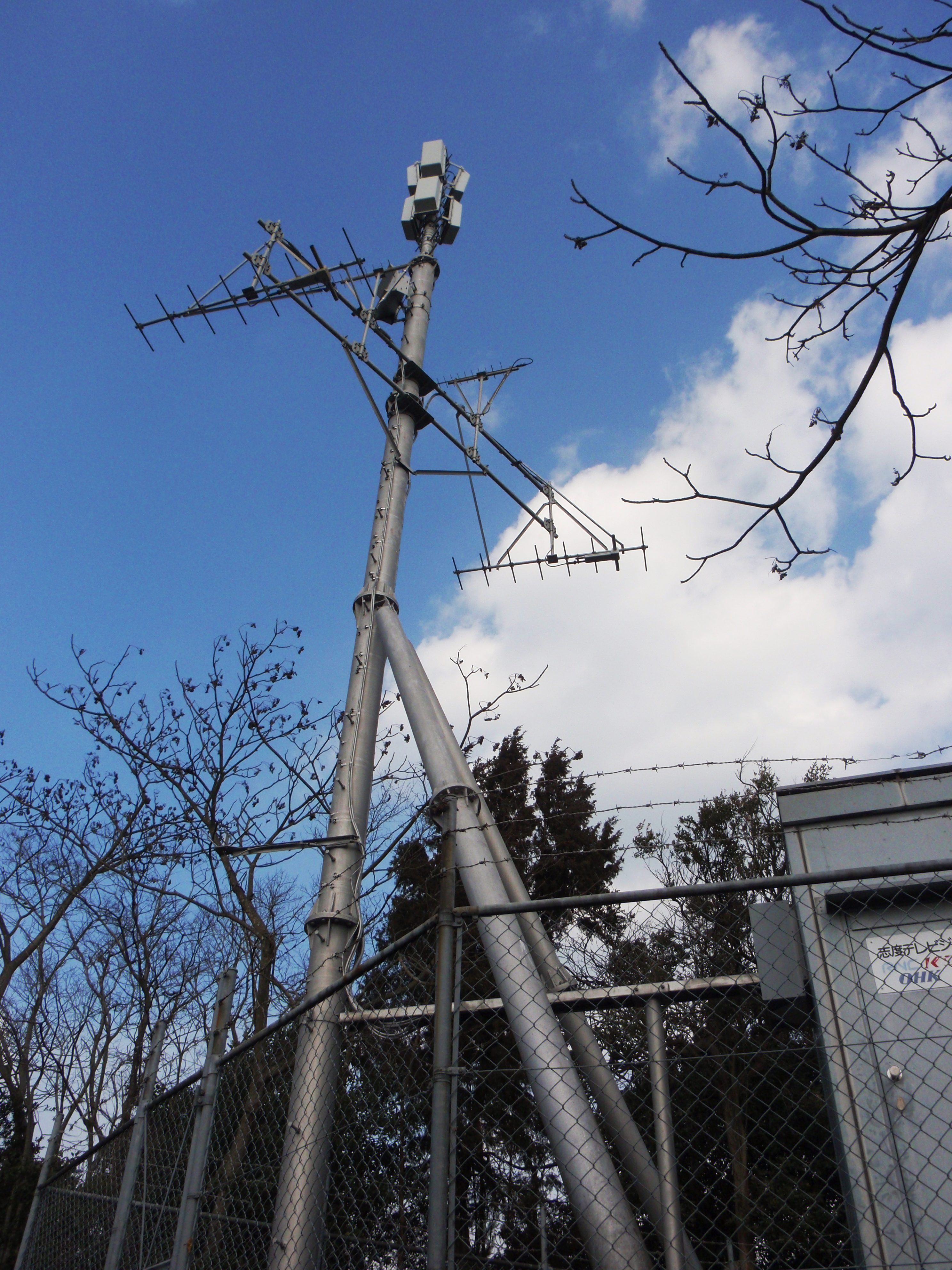
民放の送信施設

この中継局はデジタル放送には対応しないため、アナログ放送停波と同時に廃局になる。そのためアナログ放送でこの中継局を受信していた世帯は、デジタル放送移行により前田山、小豆島局あるいは金甲山のいずれかを受信するようアンテナの向きを変更する必要がある。
この地域はアナログ放送においては山陰などの地形的要因でゴースト障害が発生するなど、それら周辺大規模送信所を良好に受信できない場所が多かったが、そもそもデジタル放送ではゴーストの影響は全く受けないため、ある一定以上の受信レベルさえ確保すれば通常の視聴が可能である。

## 施設
中継局はさぬき市の旧志度町と旧津田町の境に位置する大谷山（標高169.1m）の北側の峰に存在する。
アクセス路は旧志度町側であるが、そこからは自動車類の通行できない登山道であるため、何人も麓から中継局まで徒歩で登らなければならない。
施設は南側にNHK単独施設と北側に民放共用施設の2か所がある。

### NHK
NHK高松が総合テレビと教育テレビを送信している。送信設備は全て総合・教育共用で、送信アンテナも共用の4L双ループアンテナ1段4面。受信アンテナは90度コーナーレフレクターアンテナで前田山（37ch・39ch）を受信している。

### RSK・OHK・KSB・RNC・TSC
RSK山陽放送、OHK岡山放送、KSB瀬戸内海放送、RNC西日本放送、TSCテレビせとうちがテレビ放送を送信している。受信アンテナを除く送信設備は全て全社共用で、送信アンテナも共用の4Dダイポールアンテナ2段3面。受信アンテナは各社が12素子あるいは8素子の八木・宇田アンテナで金甲山（9ch・11ch・23ch・35ch）を受信している中、KSBのみは90度コーナーレフレクターアンテナでNHKと同じ前田山（33ch）を受信している。ただし、この前田山はNHKにとっては親局であるが、KSBにとっては中継局である。とはいえ、開局直前の1984年9月30日まではKSBもNHKと同様に前田山が親局であった他、現在でも演奏所から直接STLで結ばれているため、他社が単なる中継局として扱っているのとはシステムが異なっている。

## 地上アナログテレビジョン放送送信設備
| チャンネル | 放送局名          | 空中線電力        | ERP              | 放送対象地域   | 放送区域内世帯数 |
| --- | ----------------- | ----------------- | ---------------- | -------------- | ---------------- |
| 47- | NHK高松総合テレビ | 映像10W/ 音声2.5W | 映像24W/音声6W   | 香川県         | -                |
| 52- | TSCテレビせとうち | 映像10W/ 音声2.5W | 映像30W/音声7.5W | 岡山県・香川県 | -                |
| 54+ | RNC西日本放送     | 映像10W/ 音声2.5W | 映像30W/音声7.5W | 岡山県・香川県 | -                |
| 56+ | NHK高松教育テレビ | 映像10W/ 音声2.5W | 映像24W/音声6W   | 全国放送       | -                |
| 58+ | KSB瀬戸内海放送   | 映像10W/ 音声2.5W | 映像30W/音声7.5W | 岡山県・香川県 | -                |
| 60- | OHK岡山放送       | 映像10W/ 音声2.5W | 映像30W/音声7.5W | 岡山県・香川県 | -                |
| 62- | RSK山陽放送       | 映像10W/ 音声2.5W | 映像30W/音声7.5W | 岡山県・香川県 | -                |
| ※全局局名は志度局 ※47ch、56ch以外は全局に指向性あり ※中継局であるためコールサインは無い ※47ch、52ch、60ch、62chはオフセット-10kHz局 ※54ch、56ch、58chはオフセット+10kHz局 |                   |                   |                  |                |                  |